# Stimme der DDR

Logo Stimme der DDR

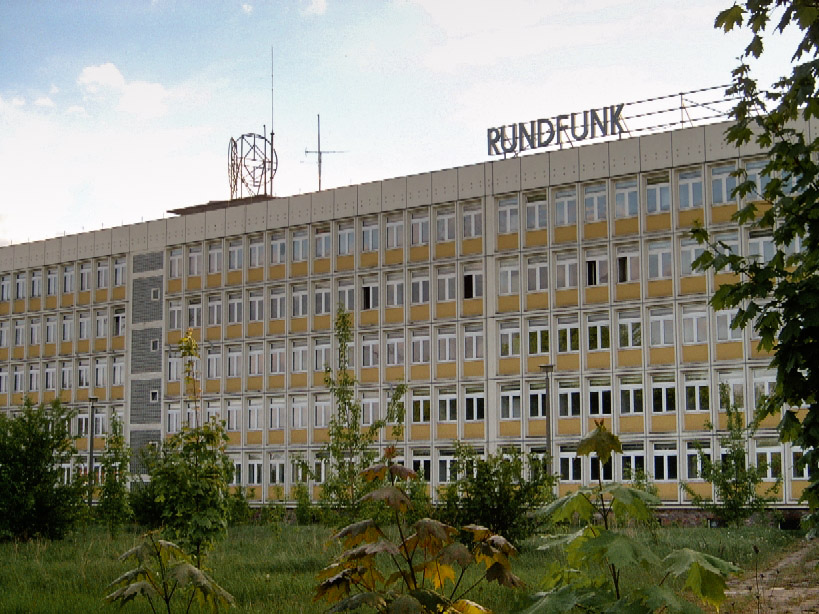
Siedziba stacji w budynku Radia NRD przy Nalepastrasse w Berlinie

Stimme der DDR – rozgłośnia radiowa państwowego radia Niemieckiej Republiki Demokratycznej, przeznaczona dla niemieckojęzycznych słuchaczy poza granicami NRD. Program składał się z dużej liczby audycji słownych.

## Historia
Radio powstało w 1972 r. decyzją Państwowego Komitetu Radiowego (Staatliches Rundfunkkomitee) jako jeden z sześciu oficjalnych programów radiowych. Właścicielem urządzeń nadawczych była poczta NRD. 16 lipca 1990 stacja połączyła się z drugim programem radia NRD. Obecnie nadaje w strukturach Deutschlandradio.

## Nadajniki
Stacja nadawała na falach długich w paśmie 179 kHz z nadajnika w Oranienburgu, na falach średnich 783 i 1359 kHz oraz na UKF-ie.